# Hermes
Hermes (gr. Ἑρμῆς Hermḗs, łac. Mercurius) – w mitologii greckiej bóg dróg, podróżnych, kupców, pasterzy, złodziei, posłaniec bogów i psychopomp. Hermes jako bóg handlu musiał mieć opanowane techniki dobijania targu, uznano go więc za boga „przekonującej wymowy”. A ponieważ stąd już tylko krok od oszustw, Hermes został także opiekunem złodziei, co przypisywano mu raczej żartem niż naprawdę. Jeden z 12 bogów olimpijskich.
Uchodził za syna boga Zeusa i Plejady Mai. Był przyrodnim bratem Dionizosa, Hefajstosa, Ateny, Apolla, Artemidy i Aresa. Urodził się w górach Kyllene w Arkadii, gdzie były główne ośrodki jego kultu. Hymn homerowy do Hermesa opowiada, że jako niemowlę ukradł Apollowi stado krów, sprytnie myląc ślady. Następnie podarował bratu lirę z jelit cielęcych i skorupy żółwia, czym złagodził gniew Apolla.
W zamian otrzymał jako oznakę władzy laskę herolda, zwaną kaduceuszem (kerykejonem), oplecioną dwoma wężami, (które zaprzyjaźniły się kiedy Hermes rzucił między nie kerykejonem) uśmierzającą spory i kłótnie.
Na początku swojego pobytu na Olimpie okradł większość bogów. Został stamtąd wypędzony, ale bogom zaczęło go brakować, ponieważ miał w sobie tyle młodości i wdzięku, że Olimp zdawał się bez niego pusty i smutny. Dzięki decyzji Zeusa powrócił na Olimp.
Odprowadzał zmarłych do Hadesu, zsyłał ludziom marzenia senne. Był wysłańcem i ambasadorem Zeusa, posłańcem i gońcem bogów z Olimpu.
Atrybutami Hermesa są: kaduceusz, podróżny kapelusz ze skrzydłami – petasos. Jego atrybutem były też sandały ze skrzydłami, dzięki którym przemieszczał się z miejsca na miejsce.
Z Afrodytą miał dziecko o imieniu Hermafrodyta.
Z Autonoe  – nimfą rzeczną, spłodził Pana – dziwne stworzenie, o owłosionej skórze, koźlich nogach i rogach, capiej bródce i szpiczastych uszach. Jednak według niektórych podań ojcem Pana był Zeus.
Hermesowi przypisywano także wynalezienie pisma i liczb, ćwiczeń gimnastycznych (był więc również bóstwem opiekuńczym palestry). Jako że był patronem podróżnych, stawiano mu przy drogach pomniki zwane hermami, tj. słupy zwieńczone rzeźbą przedstawiającą głowę Hermesa.
Rzymianie utożsamiali go z Merkurym.